# Symphonie no 22 de Mozart
Pour les articles homonymes, voir Symphonie no 22.
La Symphonie no 22 en do majeur, KV 162, a été écrite par Wolfgang Amadeus Mozart en avril 1773, à l'âge de dix-sept ans.

## Historique
Entre mars 1773 et novembre 1774, Mozart a écrit à Salzbourg les neuf symphonies KV 184: 30 mars 1773 (peut-être à l'automne 1773), KV 162: mars ou avril 1773, KV 199: avril 1773, KV 181: mai 1773, KV 182 octobre 1773, KV 183: octobre 1773, KV 201: avril 1774, KV 202: mai 1774, KV 200: novembre 1773 ou 1774.
On ne sait pas pour qui ou pour quelle occasion Mozart a composé ces neuf symphonies dites aujourd'hui « Salzbourgeoises ». Il est possible qu'il ait pensé à des mécènes italiens ou qu'il ait voulu constituer cet ensemble afin de trouver un emploi. Certaines de ces œuvres semblent avoir été particulièrement appréciées parce qu'il les a dirigées en 1783 à Vienne. Toutefois, étant donné qu'il était inhabituel de présenter d'anciennes compositions au public, il a dû les publier comme de nouvelles symphonies. C'est peut-être la raison pour laquelle les datations de Mozart portées sur les autographes sont illisibles car elles ont été grattées et surchargées à l'encre (les datations ont pu être reconstituées en partie grâce à la technologie moderne, mais pour les KV 162 et KV 200, l'incertitude demeure).
Les symphonies KV 162, KV 181, KV 182, KV 184 et KV 199 n'ont que trois mouvements et gardent la structure d'ouvertures à l'italienne pour des opéras, tandis que les KV 183, KV 200, KV 201 et KV 202 sont des symphonies composées de quatre mouvements dont un menuet, symphonies destinées au concert.
Le manuscrit se trouve dans une collection privée à Vienne. La symphonie a été publiée à titre posthume à Hambourg par Günther und Böhme en 1798.

## Instrumentation
| Instrumentation de la symphonie no 22                                |
| Cordes                                                               |
| premiers violons, seconds violons, altos, violoncelles, contrebasses |
| Bois                                                                 |
| 2 hautbois                                                           |
| Cuivres                                                              |
| 2 cors en ut, 2 trompettes en ut (« trombe lunghe »)                 |

## Structure
La symphonie comprend 3 mouvements :
1. Allegro assai, à , en do majeur, 135 mesures
2. Andantino grazioso, à 
, en fa majeur, 70 mesures
3. Presto assai, à 
, en do majeur, 116 mesures

Durée : environ 8 à 9 minutes
Introduction de l'Allegro assai :
La lecture audio n'est pas prise en charge dans votre navigateur. Vous pouvez télécharger le fichier audio.
Introduction de l'Andantino grazioso:
La lecture audio n'est pas prise en charge dans votre navigateur. Vous pouvez télécharger le fichier audio.
Introduction du Presto assai:
La lecture audio n'est pas prise en charge dans votre navigateur. Vous pouvez télécharger le fichier audio.